# С. В. Д.
«С. В. Д.» — советский немой художественный фильм Григория Козинцева и Леонида Трауберга, снятый в 1927 году. Фильм был частично утрачен, но киноведу Владимиру Дмитриеву удалось найти отсутствовавшие части и сформировать полную версию картины.

## Сюжет
О восстании декабристов на юге России. Действие фильма происходит зимой 1825 года накануне и в ходе восстания.
Шулер и авантюрист Медокс выигрывает в трактире кольцо с инициалами «С. В. Д». Это были инициалы невесты проигравшего. По ходу действия эти инициалы несколько раз меняют свою расшифровку. Значения аббревиатуры по ходу фильма: «Счастье Вывозит Дураков», «Союз великого дела», «Следить… Выдавать… Добить!» и «Союз Весёлого Дела».
Карточный шулер Медокс провозглашает первое значение аббревиатуры: «Счастье вывозит дураков». Он встречается с женой генерала Вишневского, просит помочь ввести его в местное общество, но получает отказ.
Когда офицер Суханов приходит арестовывать шулера, Медокс показывает перстень как знак тайного общества «Союз великого дела». Суханов принимает его за борца с царским режимом и не выполняет приказ об аресте. Коварный шулер даёт новую интерпретацию «С. В. Д.» — «Следить… Выдавать… Добить!»
Суханов влюбляется в жену руководителя декабристов генерала Вишневского. Медокс за деньги выдаёт участников восстания во главе с Вишневским. Восстание терпит поражение. Медокс гуляет в игорном доме и празднует поражение «Союза великого дела» и победу «Союза Весёлого Дела».
После поражения восстания Суханов обращается за помощью к Медоксу, но выясняется, что «Союз великого дела» в действительности не существует, а является выдумкой авантюриста и провокатора. Медокс издевается над Сухановым и пытается убить его, но приехавшая по письму Медокса Вишневская спасает поручика.
Затем переодетый Медокс представляется полковником Соковниным и приезжает к генералу Вейсмару, участвовавшему в подавлении восстания. Медокс снова показывает перстень, утверждая, что с его помощью можно будет выманить сидящих за решёткой безоружных пленников на побег, а затем уничтожить их.
После ряда приключений Суханову удаётся проникнуть в тюрьму, где заключены его товарищи, и организовать их побег. Вишневская помогает арестованным участникам восстания получить оружие и совершить побег по подземному ходу в костёл. Медокса разоблачают.
Беглецы знают, что в костёле их ждёт засада. Однако солдаты не знают о том, что восставшие вооружены. Во избежание кровопролития восставшим дают уйти. Лишь один солдат стреляет в Суханова. В конце фильма раненый Суханов добирается до реки, где его находит Вишневская.
В авторской версии Суханов умирает. В переснятой версии для европейских зрителей он остаётся живым.

## В ролях
- Пётр Соболевский — декабрист Суханов
- Сергей Герасимов — Медокс
- Константин Хохлов — генерал Вишневский
- Софья Магарилл — жена Вишневского
- Андрей Костричкин — слуга Медокса
- Олег Жаков — гусар
- Николай Мичурин — хозяин бродячего цирка
- Янина Жеймо — цирковая наездница
- Александр Мельников — мальчик с яблоками в цирке
- Михаил Мишель — генерал Вейсмар
- Борис Феодосьев — офицер
- Эмиль Галь — Гамблер
- Людмила Семёнова — дама в игорном доме

## Съёмочная группа
- Режиссёры: Григорий Козинцев, Леонид Трауберг
- Сценаристы: Юрий Тынянов, Юлиан Оксман
- Оператор: Андрей Москвин
- Художник: Евгений Еней

## Критика
В журнале «Советское кино» (1928, № 2—3) указывалось, что фильм с успехом прошёл в Берлине. В отзывах немецкой прессы говорилось, что о картине «поговорят ещё в кино-академиях будущего». «Несмотря на запутанный сценарий, ещё более перепутанный монтажёрами, — написано в отзыве „Берлинер Тагеблятт“, — картина замечательна». Отмечалось, что «игра света, силуэтные съёмки, актёрская игра неподражаемы». «Фильм-Курьер» отмечал «высокую операторскую и осветительскую работу, необычайную декоративность и нарядность постановки». Виктор Шкловский называл фильм самой нарядной лентой Советского Союза.
Кинокритик Владимир Недоброво отмечал, что «из всех работ ФЭКС’ов эта лента наиболее кинематографична». Он же считал, что «режиссёры Григорий Козинцов и Леонид Трауберг оформили сценарий Ю. Оксмана и Ю. Тынянова блестяще». 
В. Недоброво высоко оценивал актёрские работы: «Безукоризненна работа трёх героев „SVD“ — Петра Соболевского, Сергея Герасимова и Софии Магарилл. У ФЭКС’ов есть собственный метод построения актёрской игры. И крепкие этим методом актёры создают чёткие, порой потрясающие образы героев этой исторической мелодрамы». Он также отмечал: «У ФЭКС’ов действие развивается из монтажа крупных планов героев. В «SWD» это действие держится исключительно на крупных планах героев». 
Сценарист и кинокритик Михаил Блейман высоко оценивал картину: «„СВД“, только вчера самостоятельная картина, оказавшаяся сегодня эскизом к «Новому Вавилону», — хороша свободой обращения с материалом. Исторический факт не реставрируется в „СВД“, а заново строится. Он не берётся на веру, а входит в систему оценки. Поэтому „СВД“ — картина, которая пользуется историческим эпизодом (восстанием Черниговского полка) как трамплином для построения эпохи». Он также отмечал: «Центры тяжести вещи перемешены, реальный исторический материал, отобранный и сжатый, выступает вперёд. Фабула оказывается связкой. „СВД“ — картина о крахе декабристского движения, а не любовная мелодрама».
Историк кино Николай Лебедев писал в «Очерках истории кино СССР»: «Фильм получился зрелищно ярким и имел значительный успех у зрителя. Он выгодно отличался от вялых, иллюстративных костюмно-исторических картин, которые делались в те же годы».
Он также писал: «„СВД“ ещё раз подтверждал, что средствами кино можно воспроизвести любой изобразительный стиль с силой не меньшей, чем это делают живопись и графика».
Сценарист и теоретик кино Александр Мачерет увидел в фильме «отзвуки гражданского романтизма декабристов» — «романтический герой высоких мыслей и дел сталкивается с враждебными ему силами общественного зла». По его словам, «фильм погружает зрителя в атмосферу эстетики декабризма».
Культурологи Юрий Лотман и Юрий Цивьян считали, что «сценаристы открыто идут навстречу кинематографу и деформируют исторические факты в соответствии с разнообразными штампами, то есть сознательно заменяют историю мифами массового сознания». Они отмечали, что авторы совершенно сознательно жертвуют драматическими эпизодами ради мелодраматических. При этом они отвергают версию о противоборстве сценарного материала и режиссёрской разработки фильма. По их мнению, «искажение исторической действительности и перевод её на язык кино можно отчасти объяснить соблюдением авторами „СВД“ интересов развития этого языка».
Историк кино Олег Ковалов писал о фильме: «Лента, говорящая, казалось бы, о далёком прошлом, рисовала драматический контраст между революционером и приспособленцем, актуальный для социальной реальности 20-х годов; фильм вобрал в себя тревожные раздумья молодых художников о мёртвой букве, которая может овладеть живыми силами общества».
Киновед Яков Бутовский критически относился к актёрским работам в этом фильме. «Фильм неровный, — писал он, — рядом с превосходными сценами есть более слабые». При этом он указывал: «Однако критика приняла фильм хорошо. С успехом прошёл он за рубежом, собрав отличные отзывы. Работа Москвина оценивалась как сильнейшая сторона фильма, как достижение мирового операторского искусства».
Киновед Лидия Зайцева отмечала, что «новаторство „СВД“ проявляется буквально на всех уровнях реализации темы». По мнению ряда критиков, этот созданный по законам исторической фантазии и отмеченный изобразительным маньеризмом фильм является шедевром киноискусства.
Кинокритик Михаил Трофименков написал, что «С.В.Д.» — это «первая советская историческая фантасмагория». Он так оценивал фильм: «„С.В.Д.“ — фильм немыслимый, может быть, идеальный. Это не гладкое, рафаэлевское совершенство, а дисгармоничное, сотканное из вопиющих противоречий. Самый красивый советский фильм лишён и намёка на красивость. Интеллектуальное кино оперирует бульварными приёмами. Достоверный „дух эпохи“ витает, как хочет, в пространстве абсурда. Конечно, за него отвечали сценаристы Тынянов и Юлиан Оксман. А за зыбкую, грозную, плывущую, как дым из гусарских чубуков, красоту — гениальный оператор Андрей Москвин. Но тайная магия фильма не в разделении полномочий, а в том, что оператор смог переосмыслить смыслы в образы, смирив нормальную операторскую тягу к самоигральной красоте, а сценаристы — прочувствовать киногеничность смыслов».